# Isabel Henríquez
Isabel Henríquez (c. 1610-entre 1680 y 1684), también conocida como Isabel Enríquez, fue una poeta judía sefardí.
Henríquez perteneció a la comunidad conversa de Madrid, donde se distinguió en las distintas academias. Isaac Cardoso le dedicó su obra Panegyrico y excelencias del color verde (Madrid, 1634), y Miguel de Silveira incluyó un himno de alabanza a ella en su Parténope Ovante.
Dejó España alrededor de 1635 para establecerse en Ámsterdam, donde abrazó abiertamente el judaísmo. Se volvió activa en los círculos literarios de la comunidad judía española y portuguesa. Se informa que Henríquez distribuyó amuletos supuestamente para proteger contra daños físicos.
Su única obra superviviente conocida es una décima dedicada al rabino Isaac Aboab, de su manuscrito Obras Poéticas. El poema es citado por Daniel Levi de Barrios, quien le dedicó dos poemas (reimpresos en su obra Bello monte de Helicona de 1686).